# Žakovce
Žakovce (węg. Izsákfalva, niem. Eisdorf) – wieś (obec) w północnej Słowacji leżąca w powiecie Kieżmark, w kraju preszowskim. Znajduje się w Kotlinie Popradzkiej, zabudowania miejscowości rozłożone są w dolinie potoku o nazwie Žakovský potok. Pierwsza pisemna wzmianka o wsi pochodzi z 1209 roku.

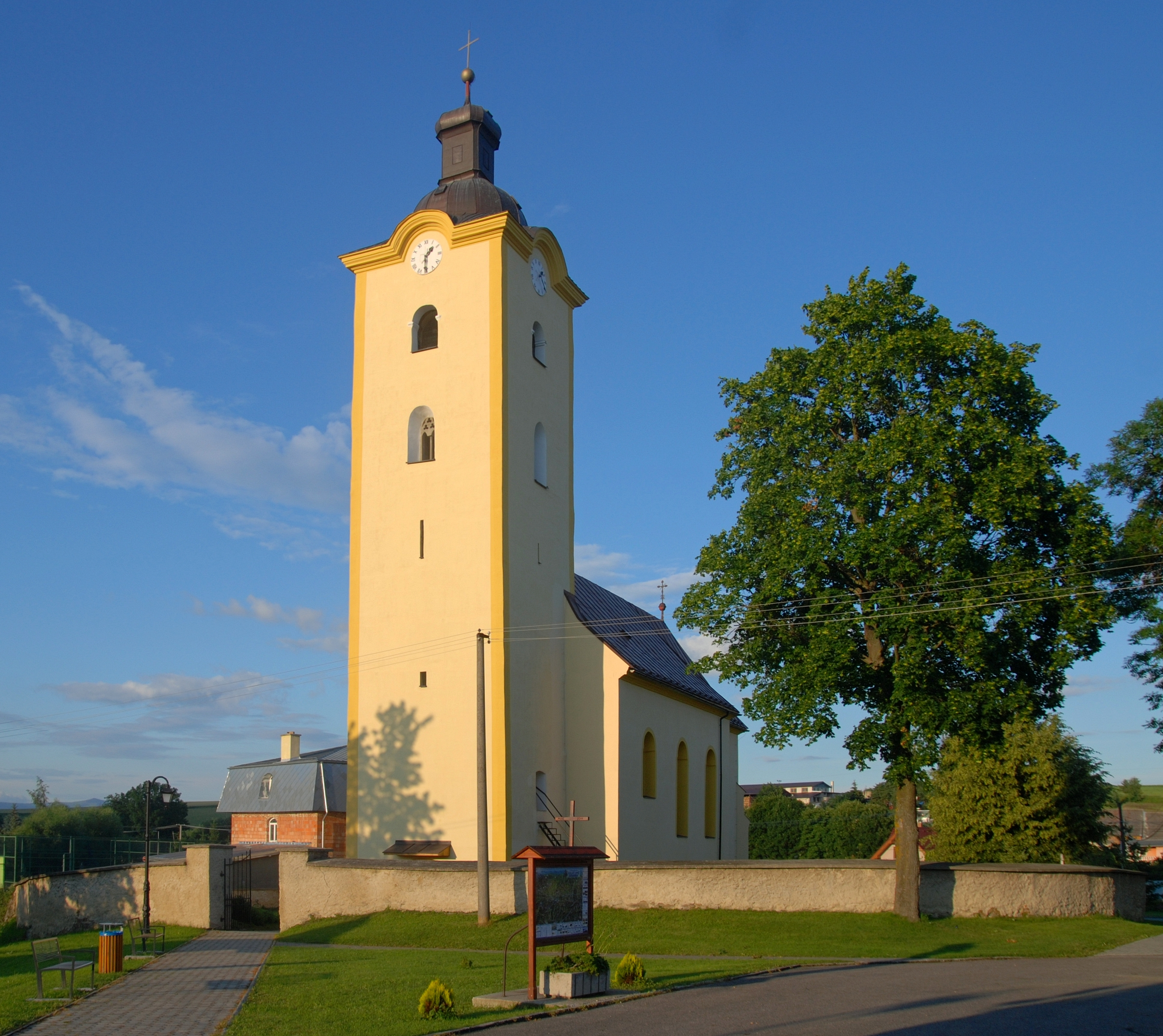
Kościół św. Mikołaja
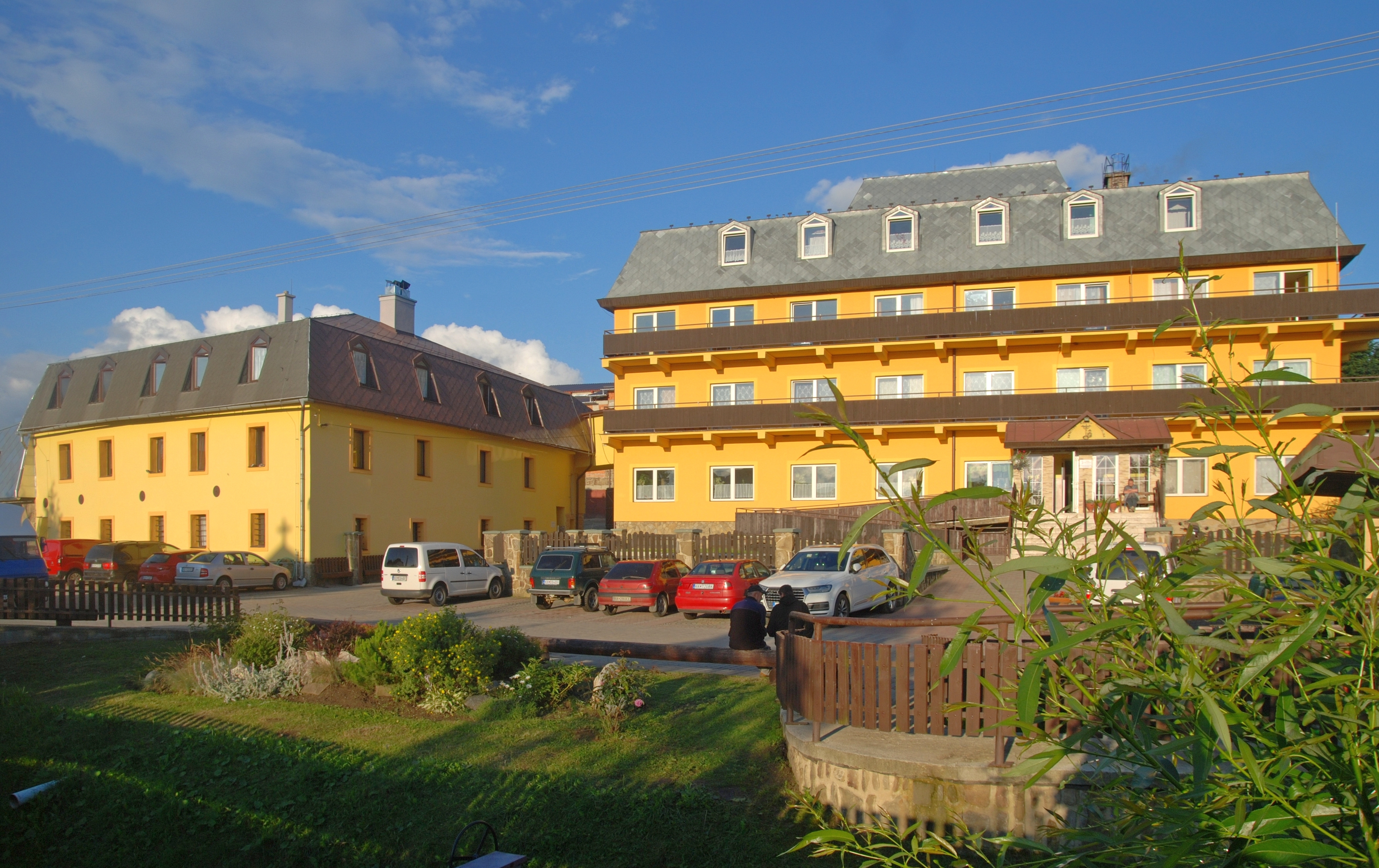
Dom bezdomnych
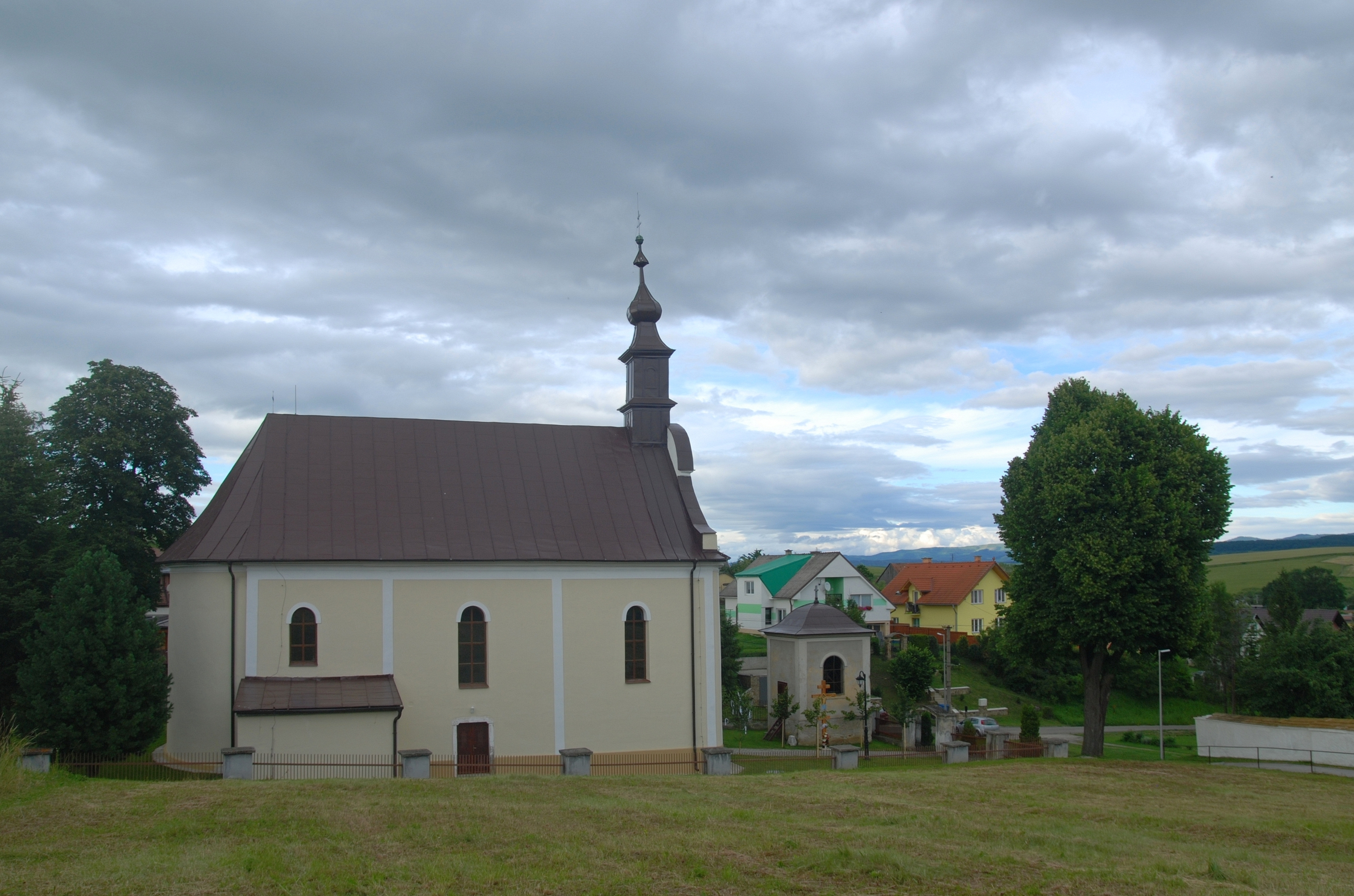
Greckokatolicka cerkiew Narodzenia Najświętszej Maryi Panny